# Wayang

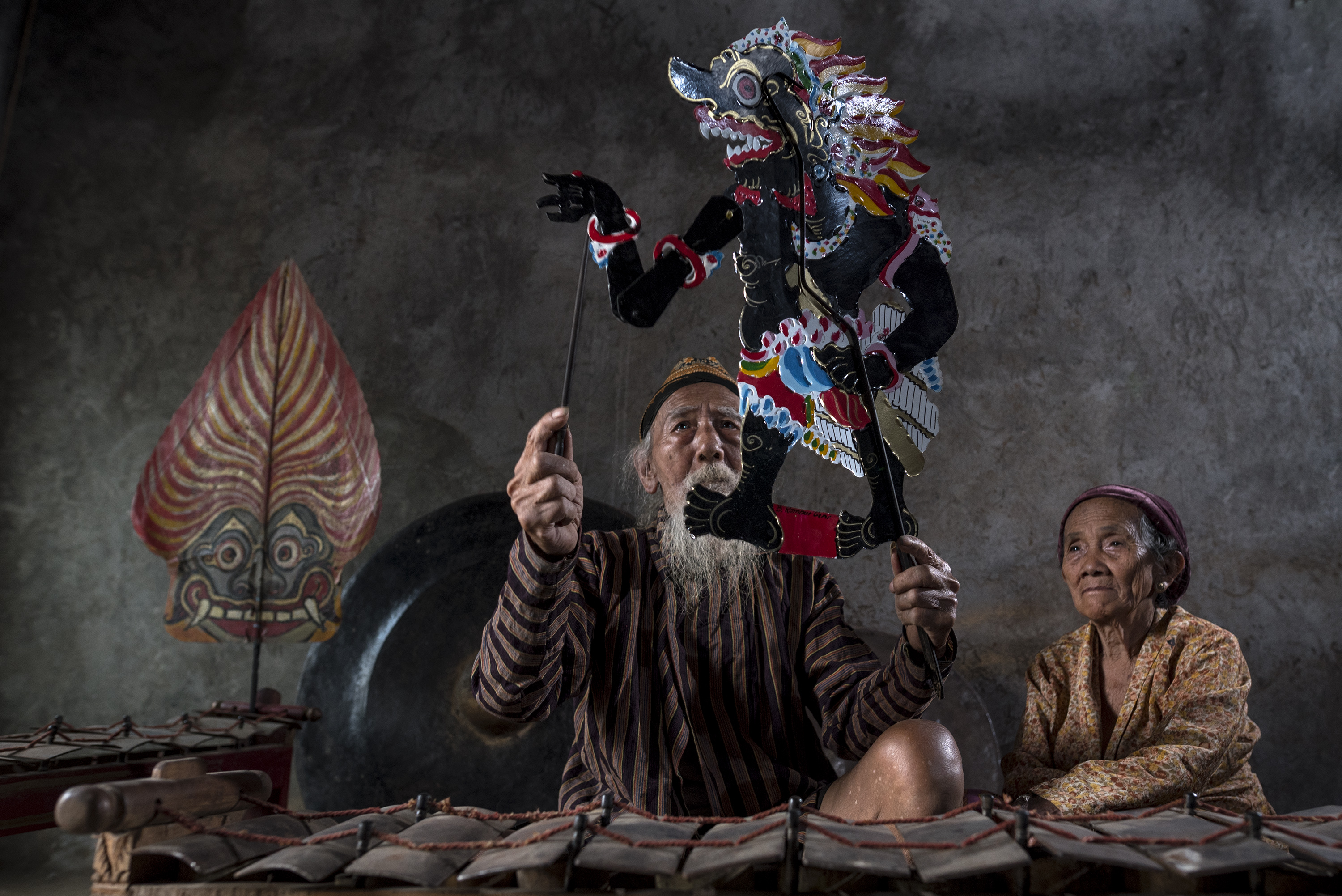
Wayang kulit

Wayang – nazwa form teatralnych w kulturze indonezyjskiej.
Najbardziej upowszechnioną formą teatralną w Indonezji jest wayang kulit, czyli przedstawienie teatru cieni. W teatrze wayang kult stosuje się figurki (rozmiar od kilku centymetrów aż do jednego metra), wykonane ze skóry (kulit) i perforowane tak, aby po oświetleniu lampą tworzyły wzory świetlne i cienie na ekranie projekcyjnym (kelir). Figurki różnią się rozmiarem, kształtem, kolorem i kostiumem w zależności od rodzaju przedstawienia.
Przedstawienie prowadzi dalang, recytator tekstu i animator lalek, które umieszcza na ekranie, zatykając ich drążki w leżącym poniżej bambusowym kiju. Kieruje także tradycyjną orkiestrą i wytwarza efekty dźwiękowe. Przedstawienie można oglądać od strony ekranu, ograniczając się do oglądania cieni (co czynią zwyczajowo kobiety), lub od strony narratora dalang (tak tradycyjnie oglądają je mężczyźni).
Repertuar przedstawień składa się m.in. z fragmentów starożytnych eposów indyjskich Ramayana i Mahabharata (tzw. wayang purwa), przeniesionych na grunt lokalny. Obejmuje także lokalne legendy Panji (wayang gedog, wayang gambuh) oraz legendy historyczne z czasów królestwa Majapahit. Spektakl trwa kilka godzin – od zmroku do rana (obecnie przedstawienia dla turystów wykonuje się w ciągu dnia).
Z teatru wayang kulit wywodzą się dalsze typy teatru – wayang kerucil (także wayang keltik), wykorzystujący drewniane figurki (obecnie są prezentowane bezpośrednio przed widownią, bez użycia ekranu projekcyjnego), oraz wayang golék, posługujący się lalkami trójwymiarowymi, wyposażonymi w ruchome kończyny. Istnieje także wayang wong (wayang orang) – przedstawienie wykonywane przez żywych aktorów.
W teatrze wayang istotną rolę odgrywa muzyka gamelan.